# Phreatia maxima
Phreatia maxima är en orkidéart som beskrevs av Friedrich Fritz Wilhelm Ludwig Kraenzlin. Phreatia maxima ingår i släktet Phreatia och familjen orkidéer. Inga underarter finns listade i Catalogue of Life.